# Mezon Ypsilon
Mezon Ypsilon (ϒ) (též nazývaný Upsilon podle angličtiny) je mezon bez vůně a náboje, složený z kvarku b a antikvarku b. Byl objeven týmem E288, vedeným Leonem Ledermanem ve Fermilabu roku 1977.
Jednalo se o první objevenou částici obsahující kvark b. Je zároveň nejlehčím hadronem obsahujícím tento kvark, její hmotnost je 9,46 GeV/c2.
Střední doba života je 1,21×10−20 s.